# Лумумба (напій)

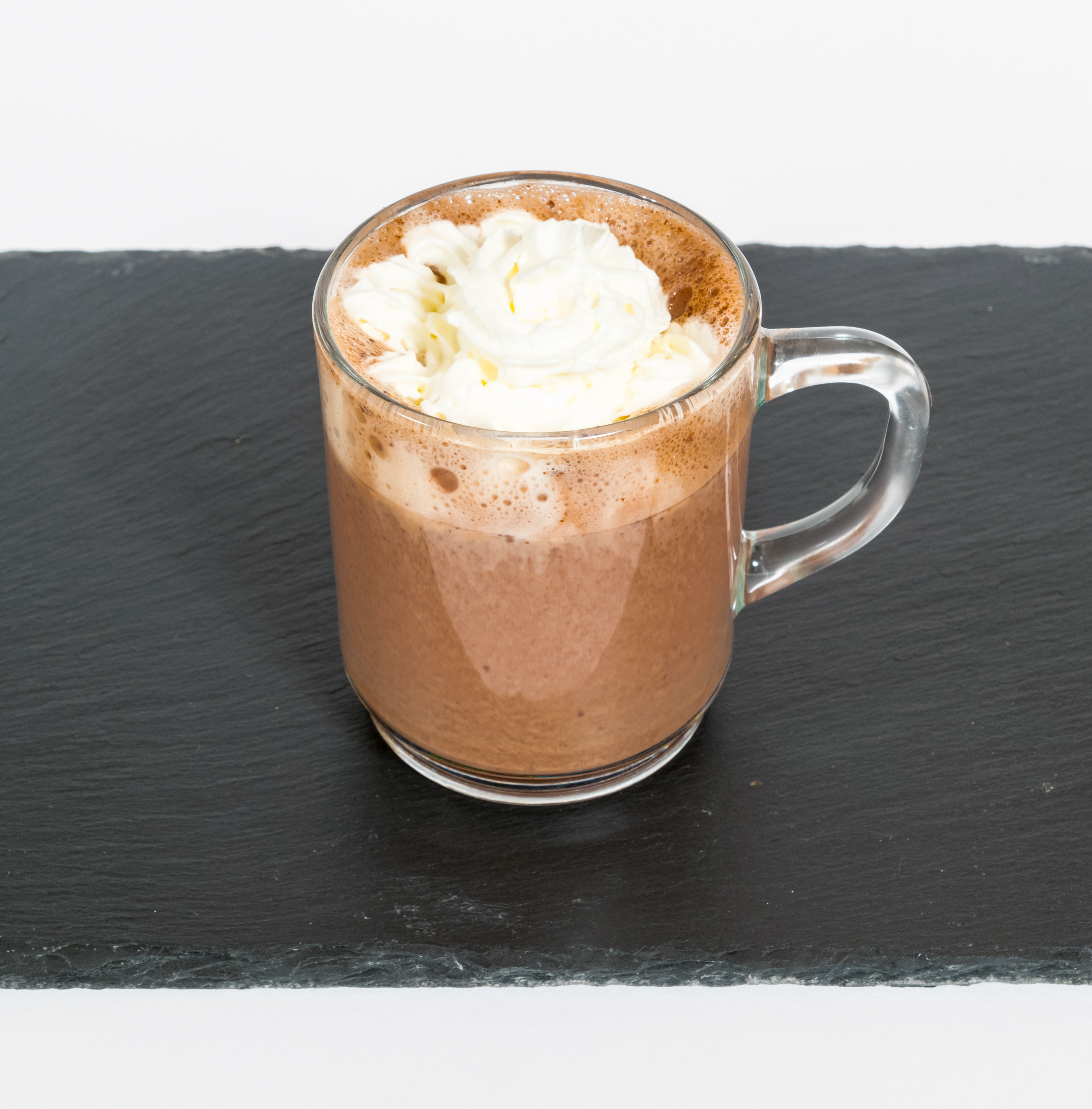
Горячий лумумба з бренді

«Луму́мба» (Lumumba) або «Мертва тітка» (нім. Tote Tante) — напій на основі какао з додаванням алкоголю.
Складається з гарячого або холодного какао, в залежності від цього може називатися Hot Lumumba або Cold Lumumba, але в оригінальному рецепті використовується холодний варіант. У нього додають ром, іноді зверху кладуть збиті вершки. Замість рому в альтернативних рецептах використовують бренді або лікер амаретто. Напій поширений в північній Німеччині і особливо в північній Фрисландії, а також в Нідерландах та Данії (під назвою Tote Aunt). Напій часто подають на різдвяних ярмарках не тільки в Німеччині і Данії, але також в Австрії та Швейцарії. На західному узбережжі Данії та в Німеччині також є схожа суміш — напій з назвою Pharisäer. Німецький Pharisäer або данський farisæer, що означає фарисей — алкогольний кавовий напій, який популярний у регіоні Нордфрисланд в Німеччині. Фарисей - це філіжанка чорної кави, подвійна порція рому і зверху збиті вершки. Зміст рому в напої обговорюється публічно: в 1981 році суд Фленсбургу постановив, що 2 сантилітра (20 мл) рому недостатньо для приготування справжнього Pharisäer.
Популярність цей лонг-дринк придбав у 60-і роки XX століття в Західній Німеччині. 
Невідомо, чому назва напою пов'язане з прізвищем конголезького політика Патріса Лумумби. Також немає відомостей про те, в якій країні він з'явився вперше. Можливо, спочатку напій з'явився в Іспанії, де його спочатку змішували з міцним хересом. Деякі вважають, що він родом з північної землі Шлезвіг-Гольштейн. Через свою назви напій був включений в обговорення щодо перейменування назв напоїв та їжі, що вважаються «расистськими», таких як мавр у сорочці, негритянський поцілунок або циганський шніцель.
Назва «Мертва тітка» веде до легенди, пов'язаної з островом Фер. Легенда свідчить, що якась тітка емігрувала до Америки з Феру. Коли вона померла, вона хотіла, щоб її поховали вдома. Але перевезення тіла було занадто дорогим, тому тіло упакували в короб, в якому на Фер відправляли какао.
Напій потрапив в кримінальний роман «Тричі мертва тітка» письменника з Гамбурга Крішана Коха (Krischan Koch), трилери якого в основному відбуваються в землі Шлезвіг-Гольштейн, особливо в вигаданому місті Фреденбюль.